# Walerij Heletej

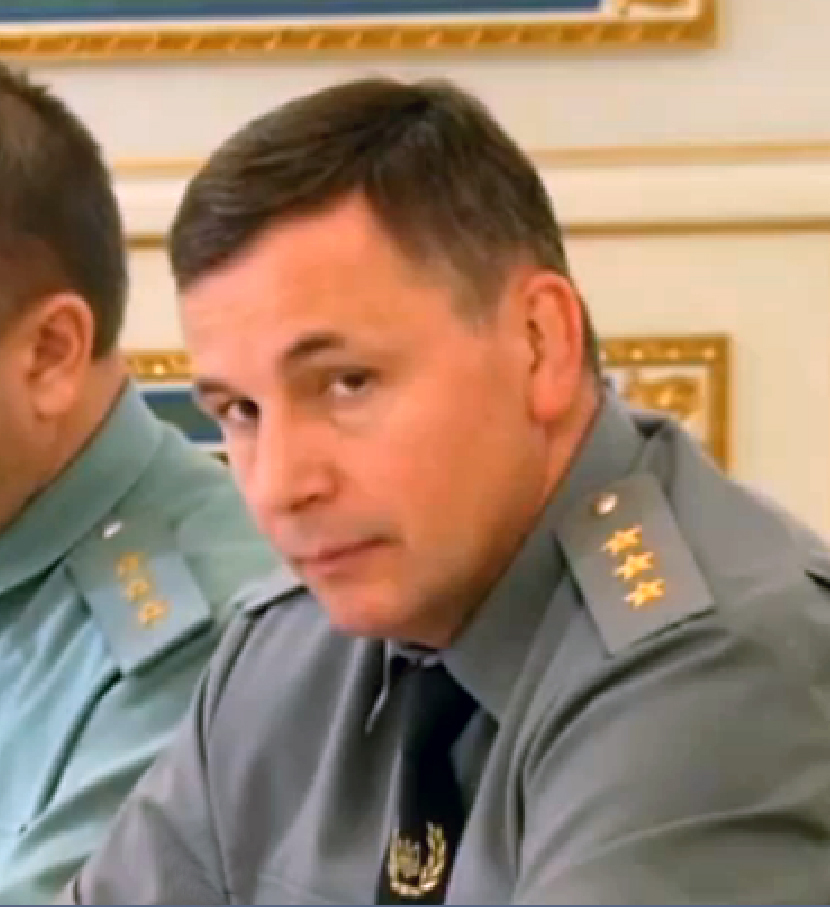
Walerij Heletej (2014)

Walerij Wiktorowytsch Heletej (* 28. August 1967 in Werchnij Koropez, Oblast Transkarpatien, Ukrainische SSR) ist ein ukrainischer Offizier und Politiker.

## Biographie
Heletej schloss 1990 das Iwano-Frankiwsk Fachgymnasium für Miliz ab. 1994 absolvierte er die Ukrainische (Nationale) Akademie für Innere Angelegenheiten. Von 1985 bis 1987 leistete er seinen Wehrdienst. 
Seit 1988 bekleidete Heletej verschiedene Ämter im ukrainischen Innenministerium. 
Im Mai 2007 wurde Heletej zum Leiter des Staatssicherheitsministeriums der Ukraine berufen.
2008 wurde Heletej zum Generaloberst befördert.
Am 3. Juli 2014 wurde er in Nachfolge von Mychajlo Kowal der dritte Verteidigungsminister im ersten Kabinett Jazenjuk. Am 14. Oktober 2014 wurde er von Stepan Poltorak in dieser Position abgelöst.
Zwischen dem 5. Juli und dem 27. Oktober 2014 war er als Verteidigungsminister Mitglied des Nationalen Sicherheits- und Verteidigungsrats der Ukraine. Am 15. Oktober 2014 wurde Heletej vom Präsidenten der Ukraine Petro Poroschenko zum Leiter des ukrainischen Staatsschutzes (Управління державної охорони України) ernannt.
Heletej ist verheiratet und Vater zweier Söhne.